# Empecamenta tanganikana
Empecamenta tanganikana är en skalbaggsart som beskrevs av Louis Burgeon 1945. Empecamenta tanganikana ingår i släktet Empecamenta och familjen Melolonthidae. Inga underarter finns listade i Catalogue of Life.